# Neomortonia
Neomortonia es un género con tres especies de plantas herbáceas perteneciente a la familia Gesneriaceae. Es originario de América.

## Descripción
Son hierbas epífitas o saxícolas. Los tallos colgantes, reptantes, o trepadores, alcanzan hasta 1 m de largo, son delgados, de 1-2 mm de diámetro, con frecuencia ramificados. Las hojas son opuestas, raramente en verticilos de tres, con peciolo muy corto (2- 5mm), las láminas pequeñas ( 0,5-1,5 cm), membranosas, ovales o elípticas, con pedicelos delgados. Las flores son solitarias y se encuentran en las axilas de las hojas, son muy vistosas. Sépalos libres de color verde. Corola blanca, con el tiempo rojiza en la parte superior, tubo  en forma de embudo. El fruto es una baya ovoide, lateralmente comprimida, de color naranja, con semillas rodeadas de un arilo en la mitad inferior. El número de cromosomas: 2n = 18.

## Distribución y hábitat
Se distribuyen por Colombia y América donde crecen en las rocas húmedas y con sombra  o epifita en los árboles de las tierras bajas o en bosques montanos. 

## Etimología
El nombre está compuesto por el término griego νεος,  neos = nuevo, y Morton, en honor a Conrad Vernon Morton (1905-1972), un eminente botánico estadounidense .

## Especies seleccionadas
- Neomortonia alba
- Neomortonia nummularia
- Neomortonia rosea